# Syrphidae
Syrphides, Syrphes
Famille
Les Syrphidae ou Syrphides (ou Syrphes, du grec súrphos, « moucheron »), sont une famille de mouches du sous-ordre des Brachycera.
La famille se subdivise en 3 sous-familles qui comprennent environ 200 genres et plus de 5 000 espèces décrites. On compte environ 800 espèces dans l'Ouest de l'écozone paléarctique et plus de 500 en France. De manière générale, c'est une famille cosmopolite.
Ces mouches imitent souvent les formes, les couleurs vives et parfois le son de certaines espèces d'hyménoptères. Floricoles, on les rencontre souvent en été sur les fleurs, principalement les ombellifères, recherchant le nectar et pollen dont ces insectes butineurs se nourrissent, contribuant ainsi à leur pollinisation. Les larves se nourrissent de déchets, de bulbes de fleurs, de pucerons (syrphes aphidiphages) ou de larves d'autres insectes selon les espèces.
Certaines espèces sont capable de migrer en grands groupes sur de longues distances : ces groupes de migration ont été documentés depuis longtemps, par exemple en Autriche en 1968 ou sur le col de Bertholet (Alpes françaises) en 1976.

## Morphologie

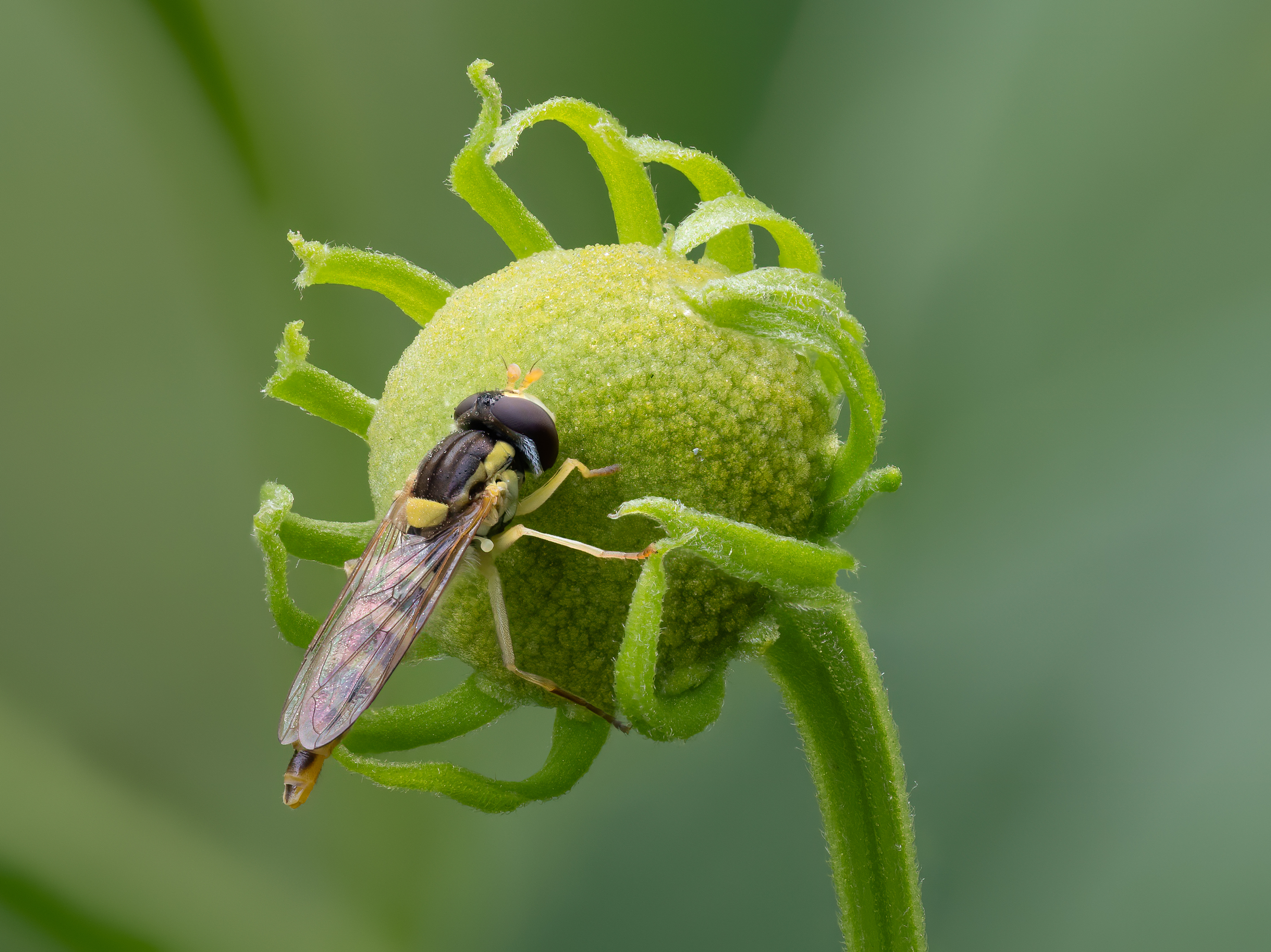
Un Syrphidae sur un Gaillardia.

Vol de Syrphidae sur une fleur agitée par le vent.

Comme tous les diptères, les syrphes possèdent une seule paire d'ailes fonctionnelle et deux haltères ou balanciers qu'elles portent en arrière du thorax. Cette particularité morphologique fait que les Syrphes sont (ainsi que les Bombyles) capables d'un vol stationnaire, ce qui permet souvent de les distinguer des autres espèces dont elles peuvent imiter la robe (livrée aposématique).
De par leur coloration en bandes jaunes et brunes, les syrphes sont en effet souvent confondus avec des hyménoptères de type guêpe ou abeille. Cette coloration est une forme de mimétisme batésien.
Les syrphes se distinguent principalement des autres diptères par la présence d'une nervure vestigiale au niveau des ailes: la vena spuria située parallèlement à la quatrième veine alaire longitudinale, mais avec des exceptions.

## Reproduction et développement

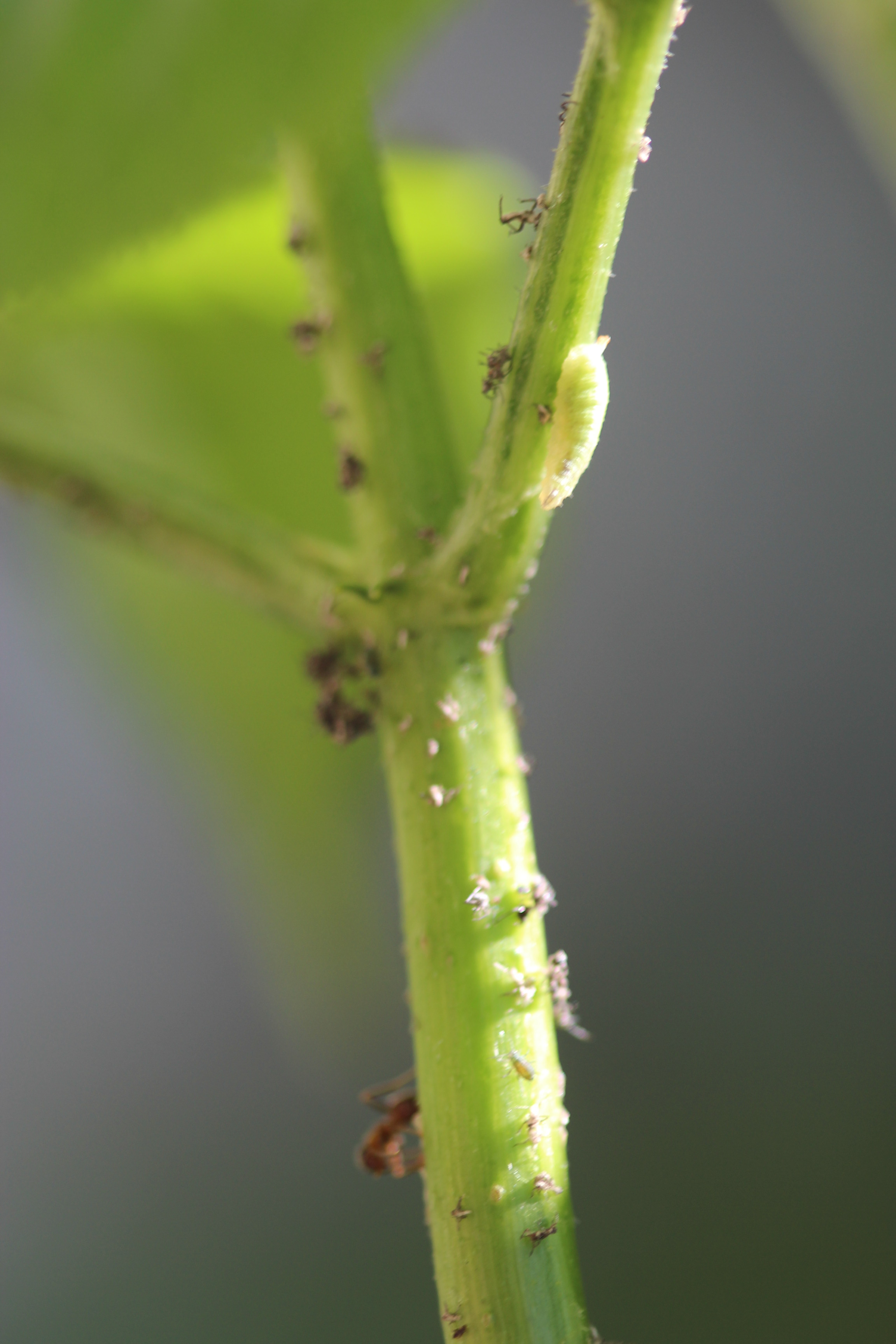
Larve de syrphe et fourmi, entourées de restes de pucerons, sur une jeune pousse de sureau.

Les syrphes appartiennent au super-ordre des Endoptérygotes (ou holométaboles), c'est-à-dire qu'ils réalisent une métamorphose complète. Le développement se réalise en quatre étapes : l'œuf, la larve, la nymphe et l'imago ou adulte.
Selon les espèces, le cycle peut comporter une seule génération printanière - cycle univoltin (exemple : Epistrophe); deux générations avec une diapause de la larve en été et en hiver - cycle bivoltin (exemple : Melangyna); ou plusieurs générations - cycle polyvoltin avec soit une diapause au stade de femelles adultes dites espèces gynohivernantes (exemple : Episyrphus) soit aux stades nymphal et larvaire (exemple : Syrphus).

## Services écosystémiques

### Pollinisation
Moins connus que les abeilles, les syrphes sont des pollinisateurs importants pour les plantes sauvages et agricoles. Par exemple, Episyrphus balteatus (le syrphe ceinturé) est reconnu comme un pollinisateur important du colza. Comme beaucoup de pollinisateurs, les espèces de syrphe ne sont ni vraiment spécialistes - c'est-à-dire ciblant un nombre restreint d'essences florifères, voire une seule - ni vraiment généralistes - c'est-à-dire attirées par toutes les essences, pourvu que le pollen / nectar soit accessible,.
Beaucoup d'espèces de syrphe ont des pièces buccales courtes et non spécialisées.

### Lutte biologique

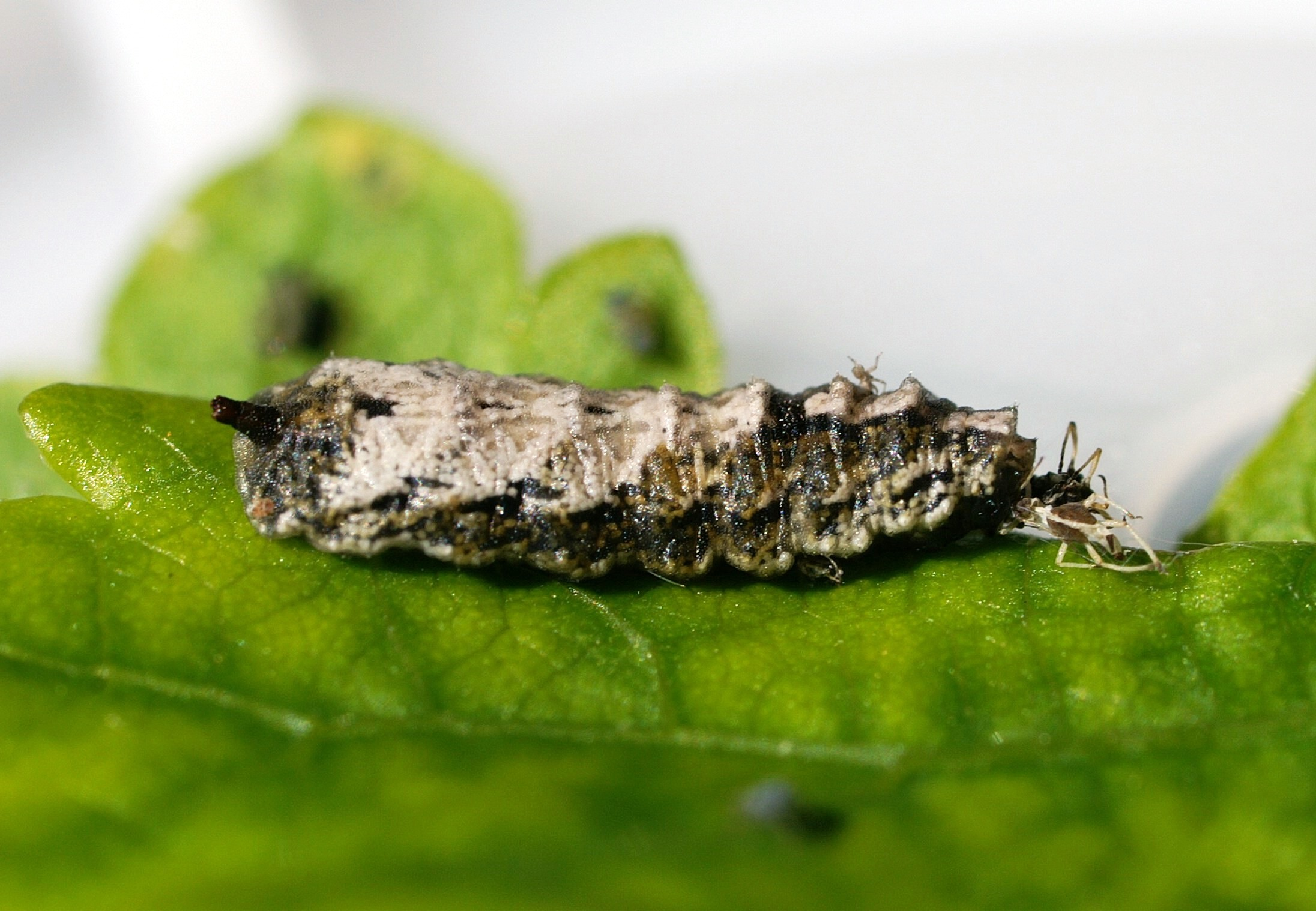
Une larve de syrphe en train de consommer un puceron (à droite).

Les larves de syrphe sont des organismes auxiliaires intéressants en protection des cultures. Ce sont des agents de lutte biologique efficaces contre les pucerons notamment. Les larves peuvent consommer des dizaines voire des centaines de pucerons en quelques jours : entre 400 et 700 pucerons pendant leurs 10 jours de développement.
La mise en place de bandes fleuries autour des champs de culture fait l'objet de nombreuses recherches scientifiques afin d'attirer les syrphes adultes au sein du champ. En effet, les syrphes ont besoin de ressources florales (pollen et/ou nectar) à l'état adulte afin de se reproduire. On plante, en bordure des champs, des Phacelia sp. pour nourrir les syrphes, dont les larves dévorent les pucerons, l'œillet d'Inde attire ce genre d'insecte aussi.

## Espècebio-indicatrice
Dans les années 1990, on se dit qu'avec environ 6 000 espèces connues, et de par leur présence dans quasiment tous les milieux naturels et agricoles (hormis les pleines eaux et les grottes), et en raison de la grande dépendance de leurs larves à certaines ressources alimentaires et/ou à des milieux (spécifiques à chaque espèce), les Syrphidae semblent être de bons bioindicateurs en Europe. Il existe en outre des clés taxonomiques pour les identifications (jusqu'au niveau de l'espèce, notamment en Europe). Cependant leur caractère de migrants (chez l'adulte) les rend plus utiles pour des évaluations environnementales à grande échelle par exemple pour l'évaluation de la richesse en habitats d'un paysage.
Ils sont notamment utilisés par une méthode d'évaluation de l'état de conservation des milieux. Une base de données européenne, Syrph The Net qui a nécessité 15 ans de collecte d'informations, précise leurs habitats, leur biologie, leur mode de vie, leur répartition, leur statut (degré de rareté, de menace…) etc.. Couplé à des protocoles de piégeage standardisé (tente Malaise par exemple), elle permet de faire certains diagnostics écologiques. Ils semblent cependant bien moins sensibles à certains facteurs de stress que les abeilles et papillons car dans le sud du Royaume-Uni, alors que ces deux groupes de pollinisateurs sont en forte voie de régression, les syrphes migrateurs semblent conserver (sur 10 ans) une population relativement stable (en dépit de variations interannuelles que l'on observe chez la plupart des espèces).

## Liste des sous-familles
Selon ITIS :
- sous-famille Eristalinae
- sous-famille Microdontinae
- sous-famille Syrphinae

## Quelques espèces
- Cheilosia fasciata
- Chrysotoxum cautum
- Episyrphus balteatus
- Eristalinus sepulchralis
- Eristalinus taeniops
- Eristalis tenax
- Helophilus trivittatus
- Myatropa florea
- Scaeva pyrastri
- Sphaerophoria scripta
- Volucella bombylans
- Volucella pellucens
- Volucella zonaria
- Xanthogramma pedissequum